# Чёрный амур
Чёрный амур, или китайская плотва (лат. Mylopharyngodon piceus), — вид лучепёрых рыб из семейства карповых, единственный представитель одноимённого рода (Mylopharyngodon).

## Описание
В России — редкий вид, находящийся под угрозой исчезновения в естественном ареале, в Китае — объект промысла. С 1972 года в российской части бассейна Амура установлен запрет на вылов чёрного амура. Вид распространён от Амура на севере до Южного Китая. Тело умеренно удлинённое, покрыто крупной плотной чешуёй. Внешне он очень похож на белого амура, но отличается значительно более тёмной окраской. Питается взрослый чёрный амур в основном моллюсками, а также личинками насекомых (стрекоз, комаров-звонцов) и другими донными организмами. За сутки 4-летний амур может съесть 1,4—1,8 кг моллюсков (дрейссен). Больших стай не образует. Половой зрелости амур чёрный достигает не ранее, чем в 7—9-летнем возрасте при длине тела более 70 см. В водоёмах на юге растёт быстро, достигая к 5-му году жизни длины 55 см.

## Хозяйственное значение
Активно разводится в прудах Китая, в рыбоводческих хозяйствах на юге России, в Средней Азии, Казахстане, Украине, Беларуси, в других странах, а также в водоёмах-охладителях ТЭЦ, если в них водится много моллюсков (дрейссены), основного корма чёрного амура, и температура в которых летом превышает 22° C. Используется, как естественный мелиоратор прудов-охладителей ТЭЦ, вместе с растительноядным белым амуром. В прудовых хозяйствах разводится заводским способом. Интродуцирован в некоторых водоёмах Узбекистана, Украины, Молдовы, Казахстана, юга России, но естественным путём в них не размножается. Самовоспроизводящиеся популяции есть в р. Амударья (Туркменистан). В США он объявлен вредителем, его интродукция там запрещена.